# COTSUR
COTSUR (acrónimo de Cooperativa Obrera de Transportes del Sur) fue una cooperativa de transporte de la ciudad de Montevideo. Brindó servicios desde el 15 de marzo de 1975 hasta el 31 de octubre de 1992. Fue una de las tres empresas que derivaron de Administración Municipal de Transporte, después de que la misma haya dejado de funcionar.

## Antecedentes
Debido a la situación deficitaria de la Administración Municipal de Transporte, en 1967 la Intendencia Municipal de Montevideo decide realizar una intervención con el fin de reorganizarla y superar las dificultades en las que se encontraba. Entonces se estudia la posibilidad de deshacerse de la empresa, surgiendo como alternativa a la pérdida de fuentes de trabajo de los empleados, la cooperativización.
En 1973, los obreros cooperativizados de AMDET elevan una carta a la Junta de Vecinos de Montevideo planteando posibles soluciones. En ella, se solicita el permiso para  administrar y explotar las líneas de transporte y infraestructura del ente municipal de transporte, en un plan experimental de un año en el cual  el ente quedaría como dueño del patrimonio para luego, demostrada la eficacia, procederse a la venta de los bienes a las cooperativas.
Esta privatización del transporte se concretaría en 1974 en la Resolución Nº 37.588 de la Intendencia Municipal de Montevideo. Cuando comienzan a adjudicarse las líneas a las cooperativas formadas por empleados de AMDET. 

## Creación
El 14 de marzo de 1975, el Intendente de Montevideo, Oscar Víctor Rachetti,  le entregó a la Cooperativa Obrera Transportes del SUR una concesión de 10 años para la explotación de algunas líneas, y se le permitió el uso parcial de la entonces Terminal Larrobla, sobre la calle Larrobla en el barrio del Prado.
La cooperativa absorbió de la disuelta AMDET, 103 autobuses Leyland Master que fueron numerados del 1 al 103.
En 1979 la cooperativa, que contaba con los coches Leyland que ya tenían 16 años, decidió renovar su flota y le encargó a la fábrica de carrocerías La Victoria, ubicada en Montevideo, rearmar 2 de sus unidades, estos eran los coches 18 y 95, el modelo fue llamado “Ñandú Metropolitano”, la intención era hacerlo poco a poco de acuerdo a las posibilidades. Al final se hicieron  estos dos únicos coches, de los cuales solamente el 95 sobrevivió y hoy se encuentra en restauración como bus museo por parte de su actual propietaria, una institución civil dedicada a ello llamada ERHITRAN. 

## Años posteriores
A medida que pasaban los años en la década de los 80’ la situación iba desmejorando, no se tenían muchas posibilidades económicas y la flota cada vez estaba en peores condiciones, debido a esto se “reconstruyeron” algunas unidades en los talleres de la propia empresa ubicada en la zona de Paso de la Arena.
En 1988 se exhibió en la Expo de la Rural del Prado un ómnibus con chasis Fiat 130 AU con carrocería Bus proveniente de Argentina, el cual que había sido armado en el país, en los talleres de la Compañía Uruguaya de Transportes Colectivo, estaba pintado con los colores de la compañía, este ómnibus se lo quedó COTSUR y fue numerado con el 2.
En 1989 COTSUR importó 10 kits de Argentina  con carrocería Bus sobre chasis Mercedes-Benz motor trasero OH 1314/51, en esta época las carrocerías urbanas traídas del exterior se tenían que armar en Uruguay, para favorecer la industria nacional, para estos buses argentinos este trabajo se hizo en la ciudad de Nueva Helvecia, en el departamento de Colonia, en los talleres de la firma Fábrica de Carrocerías Andrés Nemer S.A., estos coches eran los números: 5, 7, 8, 9, 16, 20, 30, 33, 46, y 58.
En esta década, surgen las líneas diferenciales, ya existía una; la D1  realizada por la empresa CUTCSA. Estas líneas eran más rápidas debido a que no se detenían en todas las paradas urbanas, las de COTSUR eran la  línea D2,  compartida con la empresa CUTCSA (2 coches) y UCOT (2 coches), esta línea iba desde la Ciudad Vieja  hasta la terminal de la Curva de Tabarez, y la otra fue la D4, esta iba desde el Hospital de Clínicas hasta  Puente de La Paz en el límite departamental con Canelones.
La deficiente situación estaba lejos de mejorar, con muchas de sus deterioradas y antiguas unidades fuera de servicio la Intendencia de Montevideo autoriza  a COTSUR, y a las otras cooperativas, a contratar ómnibus particulares para cumplir los servicios, a COTSUR también le cedió el servicio de traslado de los empleados del Parque Hotel hacia el Hotel Carrasco, debido a esto tuvo que contratar un coche numerado como 104, ya que eran 103 los autorizados, primero utilizó un Alfa Romeo con carrocería italiana Tubocar que estaba empadronado en Paysandú, luego trajo de la empresa Organización Nacional de Autobuses un GMC del modelo PD 4101 más conocidos como Centella.
Con esta situación comenzaron  a verse  todo tipo de vehículos por las calles de Montevideo realizando el servicio de COTSUR, hubo algunos Leyland Ingleses, Mercedes-Benz O 140 argentinos carrozados por El Detalle, Mercedes-Benz O 321 HL, Bedford también de origen Ingleses con la particularidad de tener la puerta delantera corrediza. Llegaron a verse diversos autobuses con particulares únicas.
A principios de 1990 la Cooperativa Obrera Transportes del SUR y Corporación Ómnibus Micro Este intentaron fusionarse, debido a que ambas empresas tenían unidades que estaban fuera de servicio y en malas condiciones, la asamblea en la que se discutió dicha fusión contó con 473 votos a favor y tres en contra. La fusión nunca se concretó.
En 1992, la situación para todo el transporte capitalino no era la mejor, era necesario una renovación de flota que en su mayoría contaba con unidades de la década del 60, en los últimos meses de este año comenzaría un nuevo plan llamado Sistema Nacional de Renovación de Flotas en el cual el comprador sería el Banco República, actuando subsidiariamente con el Ministerio de Transporte y Obras Públicas  junto a las empresas de transporte.
Pero para ese entonces,  la situación de esta cooperativa era insostenible, el 60% de la flota solamente estaba en servicio. A pesar de todos los intentos por sacar a flote a dicha cooperativa, los problemas económicos, financieros y el no poder cumplir con las obligaciones con el Banco de Previsión Social hizo que el fin fuera inminente, finalmente el  31 de octubre de 1992 circularía por última vez esta cooperativa, (coche 80 por la línea 82 fue el último al entrar a la Estación Larrobla a las 23:28hs).
Tras el cese de actividades y liquidación de Cooperativa Obrera Transportes del SUR, sus permisos revocados fueron otorgados  por parte de la Intendencia Municipal de Montevideo a las demás cooperativas y compañías de la capital, además de absorber a todos sus trabajadores y cooperativistas.
Sus flotas, principalmente los Leyland Master dejaron de circular y muchos de ellos terminaron abandonados y en el olvido. El Resto fue rematado.
En la terminal Larrobla, sede y largador de dicha cooperativa se construyó un complejo de viviendas propiedad de la empresa CUTCSA.

## Servicios
La empresa brindó las siguientes líneas de transporte:
| Línea | Recorrido                                    | Absorbida por |
| ----- | -------------------------------------------- | ------------- |
| 1     | Plaza Independencia - Parque Rodó            | COETC         |
| 5     | Ciudadela - Manga                            | Comesa        |
| 17    | Punta Carretas - Casabó                      | Raincoop      |
| 68    | Malvín - La Paz                              | COETC         |
| 76    | Punta Carretas - Cerro                       | Raincoop      |
| 82    | Punta Carretas - Peñarol                     | Comesa        |
| 95    | Buceo - Barra de Santa Lucía / Pajas Blancas | COETC         |

##### Diferenciales
| Línea | Recorrido                            | Absorbida por |
| ----- | ------------------------------------ | ------------- |
| D2    | Ciudad Vieja - Curva de Tabarez      | UCOT          |
| D4    | Hospital de Clínicas - Puente La Paz | COETC         |